# Zadrzechnia

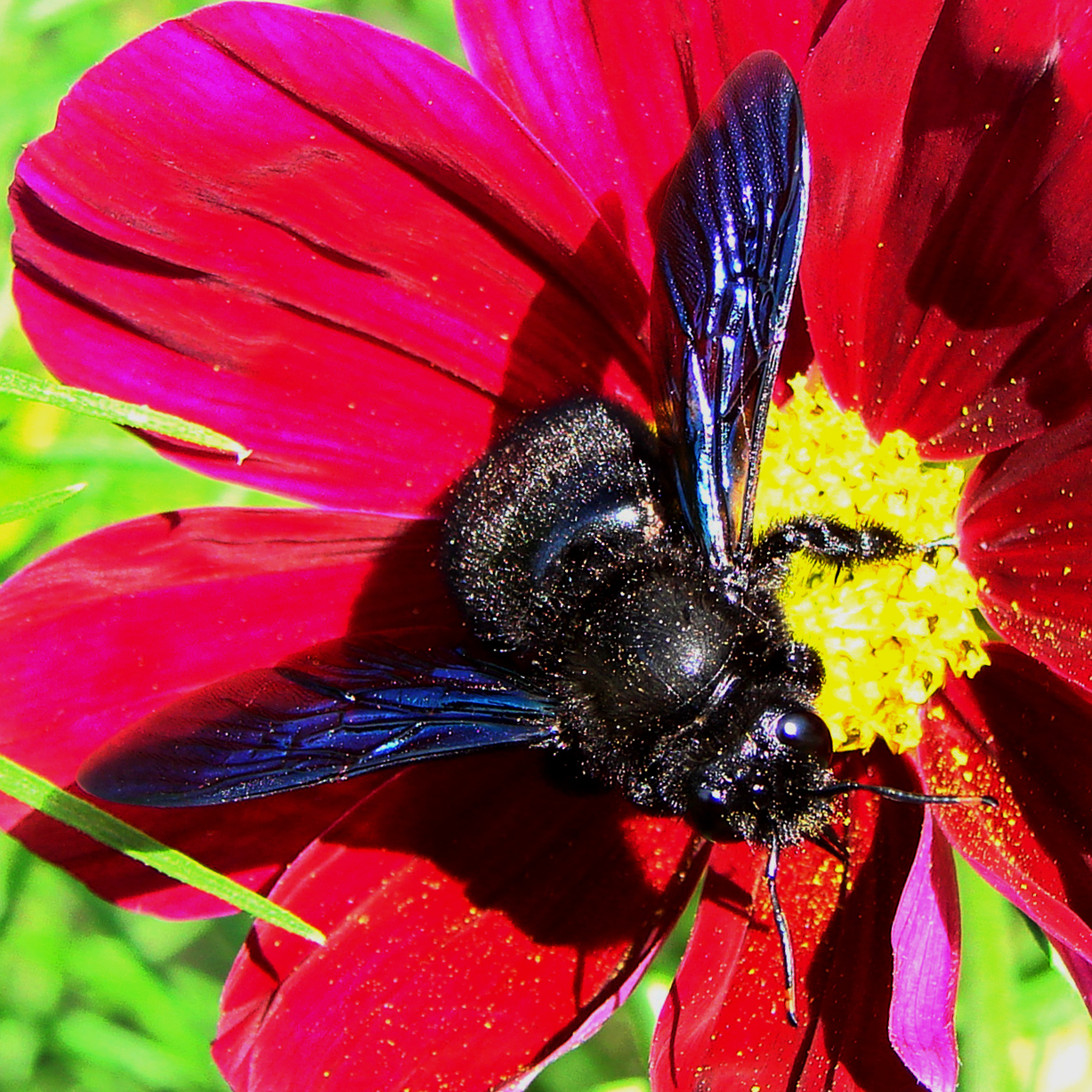
Zadrzechnia fioletowa

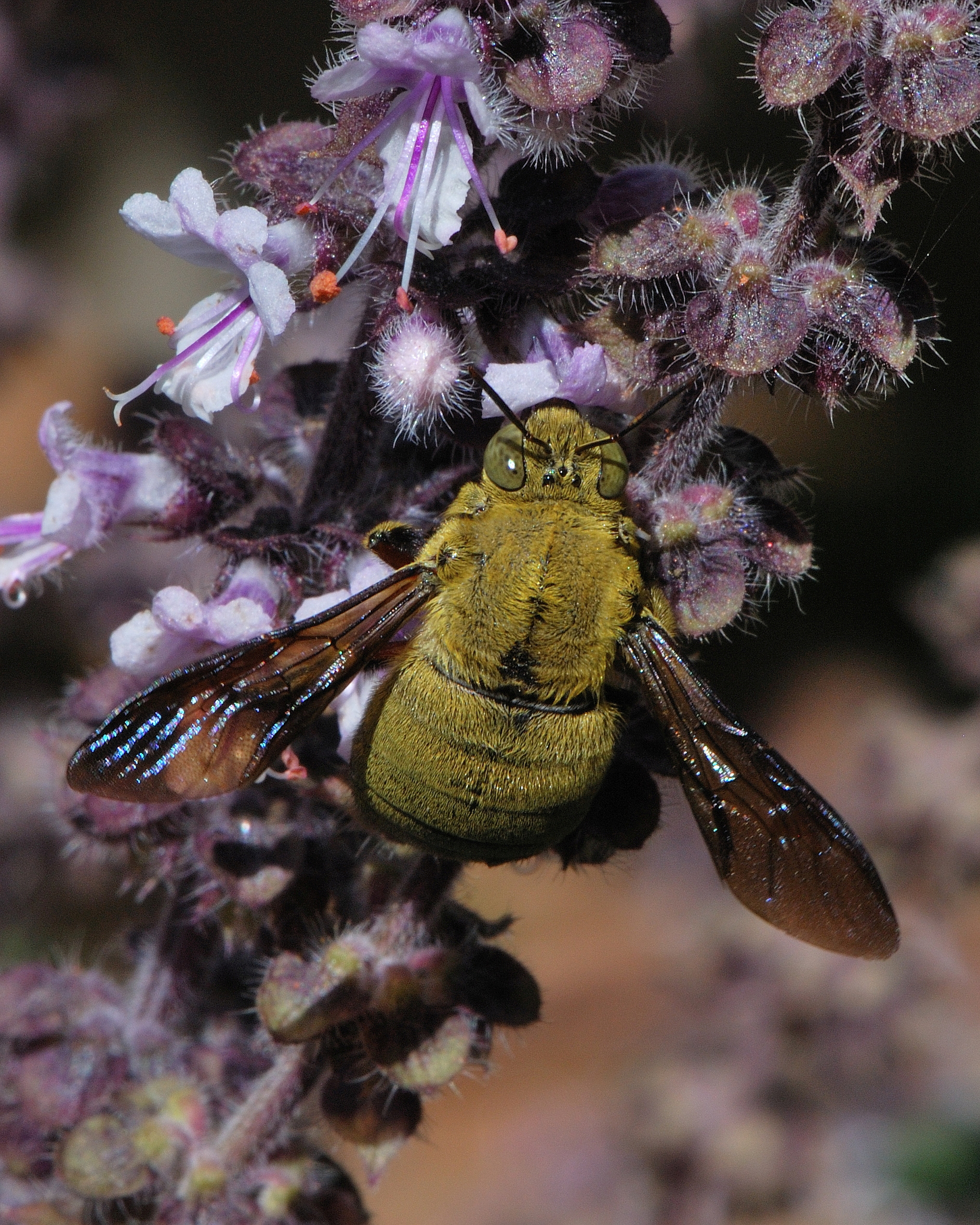
Samiec Xylocopa pubescens

Zadrzechnia (Xylocopa) – rodzaj pszczół z rodziny pszczołowatych i podrodziny zadrzechniowatych. Jedyny z monotypowego plemienia zadrzechni (Xylocopini). Takson kosmopolityczny, obejmujący około 400 opisanych gatunków.

## Morfologia
Są to duże pszczoły o tęgiej budowie ciała, osiągające od 13 do 30 mm długości. Ubarwienie, zwłaszcza samic, jest głównie bardzo ciemne i błyszczące. Samce niektórych gatunków mogą mieć intensywne, żółte lub ceglaste owłosienie, a nawet rudobrązowy, ceglasty lub częściowo żółtawy oskórek. Głowa tych pszczół ma dość płaską twarz, krótką i częściowo silnie zesklerotyzowaną ssawkę oraz sztyletowatą pozagłaszczkową część żuwki zewnętrznej, prawdopodobnie używaną do przecinania koron kwiatów rurkowatych. Głaszczki szczękowe są zwykle sześcioczłonowe, ale człon szósty może być bardzo drobny, a podrodzaj Lestis ma owe głaszczki czteroczłonowe. Czułki wyróżniają się pierwszym członem biczyka dłuższym niż jego człony drugi i trzeci razem wzięte. Odnóża cechuje brak arolii na stopach. Skrzydło jest pozbawione pterostigmy oraz mają silnie wydłużoną prestigmę i komórkę marginalną. Pierwotnie występują trzy komórki submarginalne, ale dwie pierwsze mogą być częściowo lub całkowicie zlane. U większości gatunków tylna część tułowia samców jest zmodyfikowana wskutek obecności dużych rozmiarów gruczołu mezosomalnego. Ów gruczoł uchodzi pomiędzy zapleczem i pozatułowiem, a jego wydzielina służy prawdopodobnie wabieniu samic.

## Ekologia i występowanie
Podrodzaj Proxylocopa gniazduje w glebie, a pozostałe gatunki w martwym materiale roślinnym. W większości przypadków samice drążą w martwym, często twardym drewnie roślin drzewiastych porozgałęziane norki, do których odgałęzień przylegają w krótkich seriach beczułkowate komórki. Niektóre gatunki gniazdują w bambusach, tworząc komórki w ich pustych wnętrzach. Mniejsze gatunki gniazdują w pustych, zdrewniałych pędach roślin zielnych. Samica składa około 10 jaj i wykazuje troskę rodzicielską nie tylko o larwy, ale także karmi młode i dojrzewające imagines córek.
Rodzaj kosmopolityczny. Poszczególne podrodzaje pierwotnie ograniczone były w swym występowaniu do jednej półkuli, ale podrodzaj Neoxylocopa został zawleczony z półkuli zachodniej na pacyficzne wyspy półkuli wschodniej. W Polsce stwierdzono tylko 2 gatunki: zadrzechnię fioletową i zadrzechnię czarnorogą.

## Systematyka
Rodzaj ten wprowadził w 1802 roku Pierre-André Latreille. Jest on jedynym przedstawicielem monotypowego plemienia zadrzechni Xylocopini. Zalicza się do niego około 400 opisanych gatunków. Według klasyfikacji Charlesa Duncana Michenera wyróżnia się w jego obrębie następujące podrodzaje:
- Xylocopa (Alloxylocopa) Maa, 1939
- Xylocopa (Biluna) Maa, 1938
- Xylocopa (Bomboixylocopa) Maa, 1939
- Xylocopa (Calloxylocopa) Hurd & Moure, 1963
- Xylocopa (Cirroxylocopa) Hurd & Moure, 1963
- Xylocopa (Copoxyla) Maa, 1954
- Xylocopa (Ctenoxylocopa) Michener, 1942
- Xylocopa (Dasyxylocopa) Hurd & Moure, 1963
- Xylocopa (Diaxylocopa) Hurd & Moure, 1963
- Xylocopa (Gnathoxylocopa) Hurd & Moure, 1963
- Xylocopa (Koptortosoma) Gribodo, 1894
- Xylocopa (Lestis) Lepeletier de Saint Fargeau & Audinet-Serville
- Xylocopa (Maaiana) Minckley
- Xylocopa (Mesotrichia) Westwood
- Xylocopa (Monoxylocopa) Hurd & Moure, 1963
- Xylocopa (Nanoxylocopa) Hurd & Moure, 1963
- Xylocopa (Neoxylocopa) Michener, 1954
- Xylocopa (Nodula) Maa
- Xylocopa (Notoxylocopa) Hurd
- Xylocopa (Nyctomelitta) Cockerell
- Xylocopa (Prospoxylocopa) Hurd & Moure, 1963
- Xylocopa (Proxylocopa) Hedicke, 1938
- Xylocopa (Rhysoxylocopa) Hurd & Moure, 1963
- Xylocopa (Shoenherria) Hurd & Moure, 1963
- Xylocopa (Stenoxylocopa) Hurd & Moure, 1963
- Xylocopa (Xenoxylocopa) Hurd & Moure, 1963
- Xylocopa (Xylocopa) Latreille, 1802
- Xylocopa (Xylocopoda) Hurd & Moure, 1963
- Xylocopa (Xylocopoides) Michener, 1954
- Xylocopa (Xylocopsis) Hurd & Moure, 1963
- Xylocopa (Xylomelissa) Hurd & Moure, 1963
- Xylocopa (Zonohirsuta) Maa, 1938